# Džimrije
Džimrije är ett samhälle i Bosnien och Hercegovina.   Det ligger i entiteten Republika Srpska, i den östra delen av landet, 50 km öster om huvudstaden Sarajevo. Džimrije ligger 1 101 meter över havet och antalet invånare är 134.
Terrängen runt Džimrije är huvudsakligen kuperad, men åt nordväst är den platt.Närmaste större samhälle är Han Pijesak, 8,8 km norr om Džimrije. 
I omgivningarna runt Džimrije växer i huvudsak blandskog. Runt Džimrije är det ganska tätbefolkat, med 67 invånare per kvadratkilometer.